# 俄罗斯海军岸防兵
俄罗斯海军岸防兵（羅馬化：Beregovyye voyska），是俄罗斯海军的一个兵种，负责保护舰队、地面部队、海岸目标免遭敌方水面舰艇打击与登陆、空中突击。

## 历史

### 苏联时期
1923年，符拉迪沃斯托克要塞被撤销。1932年重新组建了远东特别集团军，恢复了符拉迪沃斯托克要塞炮兵阵地，驻守苏联远东海军炮兵第9旅与海军铁道炮兵第12旅。后编成什科托夫斯基筑垒地域、苏城斯基筑垒地域、符拉迪沃斯托克筑垒地域。从图们江口至普列奥布拉任斯基科耶湾的300km海岸线设防。
二战结束后，苏联海军把海岸炮兵连和营扩编为岸防炮兵团和旅。苏联海军1948年8月30日撤销岸防部（领导岸防各兵种：炮兵、步兵、海军步兵、通信兵和化学兵），成立第四部负责领导岸防兵与海军步兵的训练。
1958年12月19日，第一代飞航式岸对舰导弹系统“斯-2(山岗)”被批准入役。之后又陆续发展了“多面堡”、“悬崖”、“边界”和“舞会”、棱堡等岸导系统。1958年海岸炮兵更名为海岸导弹炮兵部队（БРАВ-береговые ракетно-артиллерийские войска）。
1989年10月苏联海军组建海岸部队，作为海军的第四个兵种，包括
- 岸防导弹部队：5个海岸导弹旅和数个独立团（营），超过150具战术和战役战术巡航导弹发射装置
- 摩托化岸防部队：4个岸防师和4个炮兵旅
- 海军步兵：1个师和4个独立旅

### 俄罗斯时期

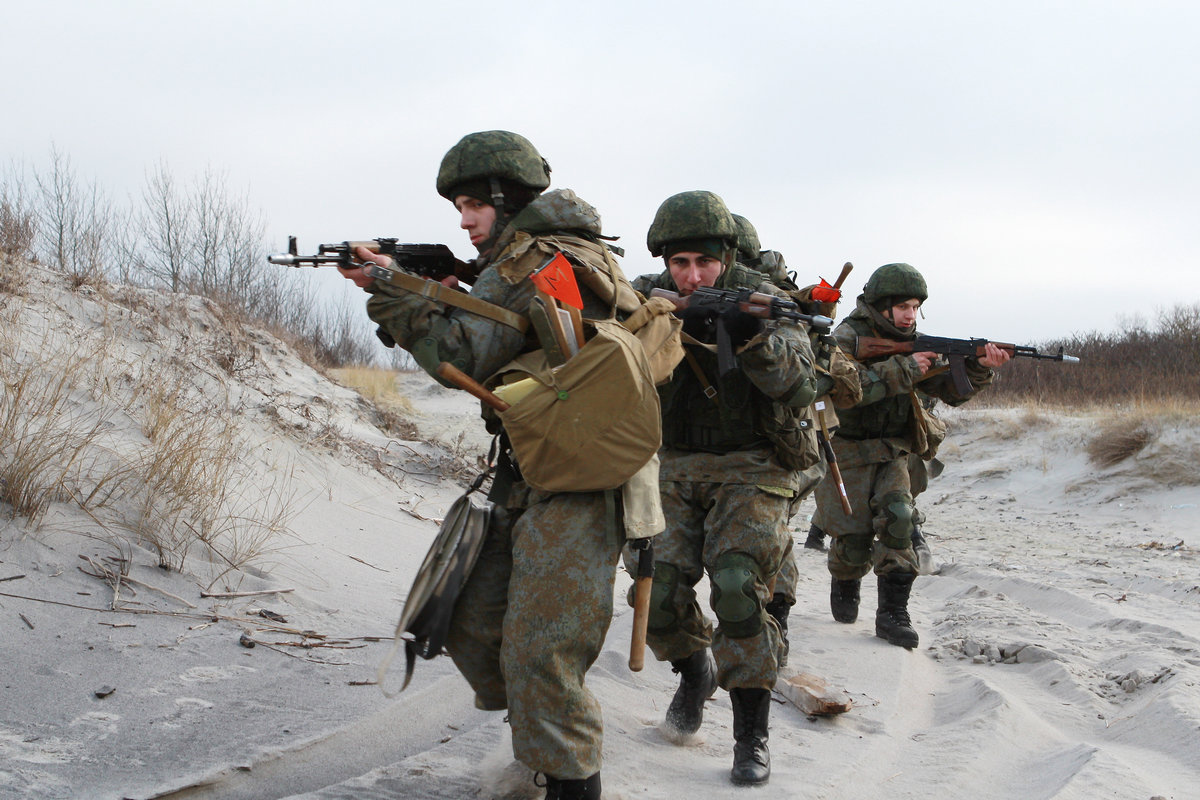
2018年1月12日，波罗的海舰队第69工兵团在加里宁格勒州训练。

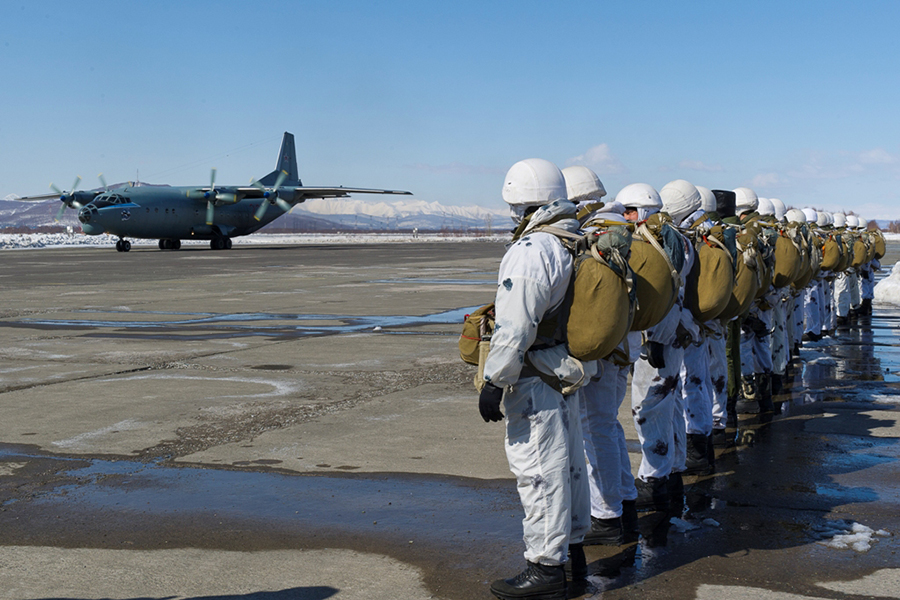
2014年3月27日第40海军步兵旅使用安-12的空中突击训练。

1993年俄罗斯海军把海岸部队改称岸防兵（БВ ВМФ-Береговые войска Военно-морского флота Росси），负责：
- 与海军其他兵种一起抗击敌军水面舰艇的行动
- 防守海军基地以及舰队其他重要目标，防止敌军从陆地、海上与空中突击
- 实施濒海地区、空中以及两栖登陆作战
- 协助地面部队在濒海地区的防御
- 使用建制装备的武器破坏敌军的水面舰艇和两栖车辆

2005年俄罗斯海军岸防兵局改称海岸导弹炮兵与海军步兵局。 2005年11月装备了“沿岸”A-222式130毫米自行岸炮，在35千米的距离内发现并同时锁定4个目标，在20千米的有效范围内同时攻击两个目标，用以在数千个海岛和岩礁地区机动灵活设防。 
目前俄罗斯海军岸防导弹与炮兵部队总兵力2千人，装备18部“防线”（Редут）、24部 “边界”（Рубеж）、12部 “堡垒”（Бастион）、24部 “舞会”（Бал）岸防导弹系统和36门“沿岸”A-222式130毫米自行岸炮。